# ELTE Tanárképző Főiskolai Kar
Az Eötvös Loránd Tudományegyetem Tanárképző Főiskolai Kar (rövidítve: ELTE TFK) egy 1983-ban létrehozott és 2003-ban megszűnt felsőoktatási intézmény volt. A TFK tanárokat képzett általános iskolák számára. Elődje az 1983-ban megszűnt Budapesti Tanárképző Főiskola.

## Története
Megalakulásakor – 1983. február 1-jén – Általános Iskolai Tanárképző Főiskolai Kar volt a neve, első igazgatója Bencédy József volt. Az új intézmény szeptember 1-jén kezdte meg működését. Az ELTE TFK-n 8 féléves két szakos tanári képzés folyt. A kar neve 1989. szeptember 1-jén változott Tanárképző Főiskolai Karra.
1995 és 1997 között az ELTE TFK-n működött egy érettségizett roma hallgatók számára szervezett 0. évfolyam, melyen hosszabb-rövidebb ideig összesen ötven hallgató vett részt, közülük huszonheten nyertek felvételt, huszonnégyen pedig el is végezték a főiskolát.
Az ELTE TFK Zenei Tanszéke a 2002–2003-as tanévben utolsó alkalommal rendezte meg vizsga- és diplomakoncertjeit.
AZ ELTE 2001-es és 2002-es határozataival megszüntette az ELTE Tanárképző Főiskolai Karát és létrehozott három új kart. A kormány elfogadta a javaslatot, így az ELTE létrehozta az Informatikai Kart, a Pedagógia és Pszichológiai Kart, valamint a Társadalomtudományi Kart. Ezzel 2003. augusztus 31-én megszűnt a Tanárképző Főiskolai Karon a tanárok képzése. A TFK-n folyó képzést az adott szaktól függően az Bölcsészettudományi Kar, Természettudományi Kar, az Informatikai Kar és a Pedagógiai és Pszichológiai Kar vette át.

## Tanszékek
| Tanszék                           | Oktatók |
| --------------------------------- | --- |
| Angol Nyelv és Irodalom Tanszék   | Deák András Miklós, Farkas Ákos, Gellért Marcell, Gődény Judit, Hargitai Márta, Heltai Pál , Kontra Edit, Lamm Judit, Major Éva, Nádasdyné Tóth Zsuzsa, Papp Nándor, Siptár Péter, Varga György, Velich Andrea, Zerkowitz Judit |
| Biológia és kémia Tanszék         | Frits Zsuzsa, Milkovits István, Varga D. Erzsébet |
| Ének-zene Tanszék                 | Dobszay Ágnes, Mohayné Katanics Mária, Pappné dr. Schmiedt Annamária, Sapszon Ferenc, Sugár Miklós |
| Filozófia                         | Hajdú Péter |
| Fizika Tanszék                    | Piláth Károly |
| Földrajz Tanszék                  | Horváth Gergely, Mérő József, Pavlics Károlyné, Simon Dénes, Pintér Zoltán, Makádi Mariann, Csüllög Gábor, Munkácsi Béla, Móga János                                                                                            |
| Francia Nyelv és Irodalom Tanszék | Fenyves Katalin, Horváth Ágnes |
| Informatika                       | Hubert Tibor, Szepesváry Tamás |
| Könyvtár Tanszék                  | Szepesváry Tamás, Szabó Sándor, Ládi László |
| Közgazdaságtani Tanszék           | Érdiné Szalay Mariann |
| Magyar Irodalomtudományi Tanszék  | Czibula Katalin, Dukkon Ágnes, Pintér Márta Zsuzsanna, Vilcsek Béla |
| Magyar Nyelvtudományi Tanszék     | Adamikné Jászó Anna, Balázs Géza, Bényi Ildikó, Cs. Varga István, Fercsik Erzsébet, Grétsy László, Raátz Judit |
| Matematika Tanszék                | Pogáts Ferenc, Sain Márton, Székely Jenő, Pálfalvi Józsefné, Lampérth Gyula, Szeredi Éva |
| Művelődésszervező Tanszék         | Maróti Andor, Závodszky Géza |
| Német Nyelv és Irodalom Tanszék   | Einhorn Ágnes, Uzonyi Pál |
| Neveléstudományi Tanszék          | Fehér Katalin, Karlovitz János Tibor, Németh András, Piláth Károly |
| Olasz Nyelv és Irodalom Tanszék   | Arianna Carta, Falvay Dávid, Fried Ilona, Köhler Ágnes, Nyitrai Tamás |
| Orosz Nyelv és Irodalom Tanszék   | Dukkon Ágnes, Tóth Etelka, Vihar Judit |
| Pszichológia Tanszék              | Bernáth László, Gyebnár Viktória, Krisztián Ágota, |
| Történelem tanszék                | Balogh Balázs, Estók János, Hámori Péter, Szabó Péter, Csorba Csaba, Katona András, Salamon Konrád, Horváth Péter, Hegyi W. György, Terplán Zoltán, dr. Závodszky Géza                                                          |

## Ismertebb hallgatók
- Baráth Magdolna, történész (orosz–történelem, 1987)
- Bayer Zsolt, író (magyar–történelem szak)
- Bényi Ildikó, műsorvezető (magyar-orosz, 1992)[53]
- Bujdosó Márton, zeneszerző
- Csernus János, író
- Csordás Lajos, újságíró (magyar–történelem)
- Dunai Mónika, politikus (magyar–orosz, 1990)
- Gángoly Attila, író (magyar–történelem szak)
- Hámori Péter, társadalomtörténész (történelem–könyvtár szak)
- Heitner Orsolya, műsorvezető (testnevelés–rekreáció szak)
- Hohol Anita, szerző [54]
- Hollik István, politikus
- Jászberényi Sándor, költő (magyar–művelődésszervezés szak)
- Katona Andrea, informatikus-könyvtáros (magyar–könyvtár)
- Kiss Gábor, nyelvész (magyar nyelv-irodalom szak)
- Koncz Ferenc, politikus
- Lovas Lajos, író (magyar–könyvtár)
- Molnár Krisztina Rita, költő (magyar–könyvtár)
- Nagy Gabriella, író (1987, magyar–történelem)
- Papp Diána, író (magyar–német)
- Paczolay Béla, forgatókönyvíró
- Schildné Pulay Klára, (magyar–történelem)
- Róka Szabolcs, előadóművész (biológia–földrajz szak)
- Sárfalvi Béla (történelem–földrajz)
- Szontagh Pál Iván, közoktatás-vezető (magyar–történelem szak)
- Szvétek László, operaénekes (ének-zene szak)
- Tallai Gábor, író (magyar–történelem szak)
- Tomkiss Tamás, író (magyar–könyvtár szak)
- Vörös István, költő (magyar–történelem)
- Zsiga Melinda, kickboxoló (testnevelés szak)

## Nagy J. Béla országos helyesírási verseny
Összesen két évben szerzett első helyezést az ELTE-TFK hallgatója a Nagy J. Béla országos helyesírási versenyen.
- 1987: Ságiné Nagy Éva
- 1996: Tarnai Beáta